# Marc Späni
Marc Späni (* 10. Juli 1972 in St. Gallen) ist ein Schweizer Schriftsteller.

## Werdegang
Späni wuchs in St. Gallen auf. Er studierte von 1994 bis 1997 Germanistik, Französische Literatur und Philosophie an den Universitäten Zürich und Toulouse. 2001 promovierte er an der Universität Zürich über den deutschen Schelmenroman des 17. Jahrhunderts. Von 2001 bis 2002 war Späni Diplomassistent an der Universität Freiburg Schweiz. Seit 2003 arbeitet er als Gymnasiallehrer für Deutsch in Zürich.
Begonnen hat Marc Spänis literarisches Schaffen mit Erzählungen, später kamen Romane, Theaterstücke und Hörspiele dazu, zum Teil auf Schweizerdeutsch. Neben experimentelleren Texten schreibt Späni auch Science Fiction und Kriminalromane.
2019 war Späni Gewinner des Schreibwettbewerbs des Literaturhauses Zürich.
Er ist Mitglied beim Schriftstellerverband Autorinnen und Autoren der Schweiz, beim Literaturnetz Ostschweiz und im Syndikat. Verein für deutschsprachige Kriminalliteratur.
Späni wohnt mit seiner Familie in Otelfingen in der Nähe von Zürich.

## Werke

### Sachtexte
- Poetische Gärtner und phaetonische Himmelsflieger. Formen poetologischer Reflexion im niederen Roman des 17. Jahrhunderts. Lang, Bern 2004. ISBN 978-3-03910-128-3
- Thidrekr af Bern und der Elefant von Maienfeld. Zur Interpretationsgeschichte einer Bündner Wandmalerei des frühen 14. Jahrhunderts, in: Eckart C. Lutz et al. (Hrsg.): Literatur und Wandmalerei II. Konvention und Konversation. De Gruyter, Tübingen 2005, S. 457–478. ISBN 978-3-484-10836-3

### Erzählungen und Romane
- Dr. Kojima’s Cybersymphonic Orchestra, in: NOVA 23 (2015), hg. von Olaf G. Hilscher und Michael K. Iwoleit, S. 33–38. ISSN 1864-2829
- Der unverwechselbare Dr. Cole, in: Corona Magazine 10/2015. ISBN 978-3-941864-15-3
- Robins Garten. orte, Schwellbrunn 2016. ISBN 978-3-85830-193-2
- Der Heiland aus dem Glasturm. KaMeRu, Zürich 2016. ISBN 978-3-906739-82-3
- 38 Minuten über Blainsburg, in: NOVA 24 (2016), hg. von Olaf G. Hilscher und Michael K. Iwoleit, S. 101–128. ISSN 1864-2829
- Die fünfte Stufe der Entspannung, in NOVA 26 (2018), hg. von Michael K. Iwoleit und Michael Haitel, S. 17–33. ISBN 978-3-957651-36-5
- Trümmlig. Gmeiner, Messkirch 2018. ISBN 978-3-8392-2349-9
- Scheinland, in: entwürfe 86 (2018), S. 21–25. ISSN 1420-8784
- Natürlich machen wir nicht auf, in: mosaik Adventskalender, Dezember 2018[5]
- Die Hasen sind nicht das Problem, in: Delirium Magazin No. 11. 2019, S. 13–16. ISSN 2624-7372
- Der Bahnwärter, in: Texte des Monats. Zweitausendneunzehn. Literaturhaus Zürich 2019, S. 56–61. ISSN 2297-4903
- Lämpe. Gmeiner, Messkirch 2020. ISBN 978-3-8392-2580-6
- Der Mord als Kunstform, in: Mord zur großen Pause, hg. von Daniel Badraun. Gmeiner, Messkirch 2020, S. 231–243. ISBN 978-3-8392-2737-4
- Zünftig. Gmeiner, Messkirch 2021. ISBN 978-3-8392-0096-4

### Theater und Hörspiel
- 2015: Dr. Kojima’s Cybersymphonic Orchestra (Hörspiel)[6]
- 2016: Es ist ja nicht für immer (Schauspiel). Thomas Sessler, Wien[7]
- 2017: Die Wunschliste (Hörspiel)[8]
- 2017: Die Vermesser (Hörspiel)[9]
- 2019: Das Gerücht (Dialekt-Schauspiel). Koproduktion mit der Theatergruppe Cooltour (Hausen am Albis)
- 2021: Catch a Falling Star (Schauspiel)